# Bufonia duvaljouvei
Bufonia duvaljouvei är en nejlikväxtart. Bufonia duvaljouvei ingår i släktet Bufonia och familjen nejlikväxter.

## Underarter
Arten delas in i följande underarter:
- B. d. battandieri
- B. d. duvaljouvei
- B. d. gottelandii